# Zlatni studio 2023.
Zlatni studio 2023. šesto je izdanje medijske nagrade u Hrvatskoj koja se održala 28. siječnja 2023. godine u 20:15 sati, a nagrade su bile dodijeljene za prethodnu godinu.
Nagrada Zlatni studio dodijelila se u šest kategorija: film, televizija, kazalište, glazba, radio i TikTok s 21 nagradom.
Glasovanje se odvijalo u dva kruga: prvi krug trajao je od objave nominiranih 9. prosinca 2022. godine do 30. prosinca 2022. godine, a drugi drug započeo je objavom troje finalista po svakoj od kategorija 7. siječnja 2023. i trajao je do 20. siječnja 2023. godine u ponoć.
Voditelji programa bili su Jelena Glišić i Mirko Fodor, a urednica Andrijana Škorput.

## Dobitnici i nominirani

### Film
Najbolji filmski glumac godine
| Nominirani              | Lik          | Film                   | Produkcija |
| ----------------------- | ------------ | ---------------------- | ---------- |
| Predrag Miki Manojlović | Kuma Anka    | Stric                  | Eclectica  |
| Roko Sikavica           | Sin          | Stric                  | Eclectica  |
| Ljubo Zečević           | Ančičin otac | Nosila je rubac črleni | Švenk      |
| Juraj Lerotić           | Bruno        | Sigurno mjesto         | Pipser     |
| Goran Marković          | Damir        | Sigurno mjesto         | Pipser     |

Najbolja filmska glumica godine
| Nominirani    | Lik         | Film                   | Produkcija      |
| ------------- | ----------- | ---------------------- | --------------- |
| Nataša Dorčić | Kuma Anka   | Nosila je rubac črleni | Švenk           |
| Ivana Roščić  | Majka       | Stric                  | Eclectica       |
| Nina Violić   | Supruga     | Baci se na pod         | Spiritus movens |
| Lee Delong    | Teta Maggie | Baci se na pod         | Spiritus movens |
| Ana Takač     | Vidarica    | Illyricvm              | Kinorama        |

Najbolji igrani film godine
| Nominirani             | Redatelj                       | Produkcija      |
| ---------------------- | ------------------------------ | --------------- |
| Nosila je rubac črleni | Goran Dukić                    | Švenk           |
| Marginalci             | Ljubomir Kerekeš               | Kerekesh Teatar |
| Šesti autobus          | Eduard Galić                   | Missart         |
| Sigurno mjesto'        | Juraj Lerotić                  | Pipser          |
| Stric                  | Andrija Mardešić i David Kapac | Eclectica       |

### Televizija
Najbolji/a TV voditelj/ica godine
| Nominirani         | TV kanal |
| ------------------ | -------- |
| Antonija Blaće     | RTL      |
| Duško Ćurlić       | HTV      |
| Igor Mešin         | Nova TV  |
| Joško Lokas        | HTV      |
| Ivan Dorian Molnar | HTV      |

Najbolji/a TV novinar/ka godine
| Nominirani       | TV kanal |
| ---------------- | -------- |
| Robert Knjaz     | HTV      |
| Silvana Menđušić | RTL      |
| Martina Validžić | HTV      |
| Hrvoje Krešić    | Nova TV  |
| Edi Škovrlj      | HTV      |

Najbolja TV serija
| Nominirani           | TV kanal |
| -------------------- | -------- |
| Kumovi               | Nova TV  |
| Nestali 2            | HTV      |
| Područje bez signala | HTV      |
| Metropolitanci       | HTV      |
| Šutnja               | HTV      |

Najbolja TV zabava
| Nominirani               | TV kanal |
| ------------------------ | -------- |
| A strana                 | HTV      |
| Ples sa zvijezdama       | Nova TV  |
| Potjera                  | HTV      |
| Sunčana strana Prisavlja | HTV      |
| Večera za 5 na selu      | RTL      |

Najbolji reality show godine
| Nominirani    | TV kanal |
| ------------- | -------- |
| MasterChef    | Nova TV  |
| Supertalent   | Nova TV  |
| Život na vagi | RTL      |
| Survivor      | Nova TV  |
| 3,2,1 – kuhaj | RTL      |

Najbolja TV emisija godine
| Nominirani                      | TV kanal |
| ------------------------------- | -------- |
| Dnevnik Nove TV                 | Nova TV  |
| Stani na otoku                  | HTV      |
| Stanje nacije                   | RTL      |
| Doba Uskoka                     | HTV      |
| What’s up Paris, London, Berlin | HTV      |

### Kazalište
Najbolja predstava godine
| Nominirane predstave                 | Redatelj          | Kazalište                                                                       |
| ------------------------------------ | ----------------- | ------------------------------------------------------------------------------- |
| Braća Karamazovi                     | Oliver Frljić     | ZeKaeM                                                                          |
| Mnogo vike nizašto                   | Krešimir Dolenčić | ZGK Komedija                                                                    |
| Tena - kronika raspada jedne ljepote | Dražen Ferenčina  | GDK Gavella, GK ‘Joza Ivakić‘ Vinkovci, Ludens Teatar, CUK Bjelovar i GK Požega |
| Don Juan                             | Dejan Projkovski  | HNK Zagreb                                                                      |
| Lizistrata                           | Paolo Magelli     | Splitsko ljeto                                                                  |

Najbolji kazališni glumac godine
| Nominirane      | Uloga            | Predstava                            | Kazalište                                                                       |
| --------------- | ---------------- | ------------------------------------ | ------------------------------------------------------------------------------- |
| Dušan Bućan     | Don Juanov sluga | Don Juan                             | HNK Zagreb                                                                      |
| Frano Mašković  |                  | Bura                                 | Arterarij i Teatar &TD                                                          |
| Filip Šovagović | otac Jerko       | Tena - kronika raspada jedne ljepote | GDK Gavella, GK ‘Joza Ivakić‘ Vinkovci, Ludens Teatar, CUK Bjelovar i GK Požega |
| Filip Detelić   | Šarik            | Pseće srce                           | SK Kerempuh                                                                     |
| Igor Kovač      | Don Juan         | Don Juan                             | HNK Zagreb                                                                      |

Najbolja kazališna glumica godine
| Nominirane            | Uloga     | Predstava          | Kazalište    |
| --------------------- | --------- | ------------------ | ------------ |
| Linda Begonja         | Grušenjka | Braća Karamazovi   | ZeKaeM       |
| Nives Ivanković       | Kalonika  | Lizistrata         | HNK Split    |
| Doris Šarić-Kukuljica | Christine | Svjetlo pada       | ZeKaeM       |
| Dajana Čuljak         | Beatrice  | Mnogo vike nizašto | ZGK Komedija |
| Helena Minić Matanić  | Raymonde  | Buba u uhu         | HNK Varaždin |

Najbolje novo lice u kazalištu i na filmu
| Nominirani          | Uloga/Lik           | Predstava/Film     | Kazalište    |
| ------------------- | ------------------- | ------------------ | ------------ |
| Lovro Juraga        | Momak               | Don Juan           | HNK Zagreb   |
| Pavle Matuško       | Štuka               | Šesti autobus      | -            |
| Ognjen Milovanović  | Claudio             | Mnogo vike nizašto | ZGK Komedija |
| Tesa Litvan         | Charlotte           | Don Juan           | HNK Zagreb   |
| Ana Marija Veselčić | Druga Profesionalka | Lizistrata         | HNK Split    |

### Glazba
Najbolji pjevač godine
| Nominirani    |
| ------------- |
| Matija Cvek   |
| Petar Grašo   |
| Massimo       |
| Neno Belan    |
| Tony Cetinski |

Najbolja pjevačica godine
| Nominirane     |
| -------------- |
| Mia Dimšić     |
| Doris Dragović |
| Zorica Kondža  |
| Lorena         |
| Jelena Rozga   |

Najbolja pjesma godine
| Nominirani        | Izvođač                          |
| ----------------- | -------------------------------- |
| Dani koji sjaje   | Pavel feat. Sanja, Marinko i Zec |
| Guilty pleasure   | Mia Dimšić                       |
| Trebaš li me      | Matija Cvek & Eni Jurišić        |
| Jedno bez drugoga | Lorena                           |
| Jel‘ ti reka ‘ko  | Petar Grašo                      |

Najbolje novo lice na glazbenoj sceni
| Nominirani      |
| --------------- |
| Alen Đuras      |
| Eni Jurišić     |
| Filip Rudan     |
| Stjepan Lach    |
| Hiljson Mandela |

Najbolji koncert godine
| Nominirani                         | Mjesto                               |
| ---------------------------------- | ------------------------------------ |
| Petar Grašo                        | Arena Zagreb                         |
| Massimo                            | Arena Zagreb                         |
| Parni valjak                       | ‘Dovoljno je reći Aki‘, Arena Zagreb |
| Doris Dragović                     | Spaladium Arena                      |
| Damir Urban & Simfonijski orkestar | Sunčana strana Prisavlja             |

### Radio
Najbolji radio godine
| Nominirani                              |
| --------------------------------------- |
| Radio Dalmacija                         |
| Alfa BBR (Bjelovarsko-bilogorski radio) |
| Radio Rijeka                            |
| Otvoreni                                |
| Radio Istra                             |

Najbolji radijski glas godine
| Nominirani                | Radio stanica   |
| ------------------------- | --------------- |
| Iva Pavletić Crnić        | Radio Rijeka    |
| Mario Lipovšek Battifiaca | Radio Istra     |
| Dario Maradin             | Otvoreni        |
| Daniel Bilić              | Yammat          |
| Petra Kapor Radman        | Radio Dalmacija |

### TikTok
Najbolje TikTok lice godine
| Nominirani                              |
| --------------------------------------- |
| Laura Pavlović (lourilaura)             |
| Leon Kosanović (picek69)                |
| Antonio Milošević (Tunafasader)         |
| Filip Janeš (filipjanes)                |
| Ana Nicole Vrdoljak (ananicolevrdoljak) |

## Vanjske poveznice
- Službena stranica nagrade Zlatni studio
- Službena stranica nagrade Zlatni studio 2023.[1]

1. ↑  Zlatni Studio 2023. Inačica izvorne stranice arhivirana 10. prosinca 2022. Pristupljeno 22. listopada 2023.